# Mungo pręgowany
Mungo pręgowany, mangusta pręgowana (Mungos mungo) – gatunek drapieżnego ssaka z podrodziny Mungotinae w obrębie rodziny mangustowatych (Herpestidae).

## Taksonomia
Gatunek po raz pierwszy zgodnie z zasadami nazewnictwa binominalnego opisał w 1788 roku niemiecki przyrodnik Johann Friedrich Gmelin, nadając mu nazwę Viverra mungo. Pochodzenie holotypu jest niepewne. Gmelin podał „Bengal, Persję i inne części Azji” (łac. Bengala, Persia, aliisque asiae), ograniczone przez Ogilby’ego do „Gambii”, jednak późniejszy autorzy sugerowali miejsce typowe jako Kraj Przylądkowy w Południowej Afryce.
Opisano do 15 podgatunków, ale konieczna jest rewizja taksonomiczna. Autorzy Illustrated Checklist of the Mammals of the World uznają ten gatunek za monotypowy. 

### Etymologia
- Mungos i mungo: tel. mangīsu „mangusta” lub mar. mangus „mangusta”[31].

## Zasięg występowania
Mungo pręgowany występuje w Senegalu i Gambii na wschód do Erytrei i Somalii oraz na południe do Konga, Angoli, północno-wschodniej Namibii i wschodniej Południowej Afryki.

## Morfologia
Długość ciała (bez ogona) samic 33–38,5 cm, samców 30–40 cm, długość ogona samic 19–24,5 cm, samców 17,8–31 cm, długość ucha samic 2–2,7 cm, samców 2,1–3,6 cm, długość tylnej stopy samic 5,3–8,4 cm, samców 5,3–9 cm; masa ciała samic 0,99–1,74 kg, samców 0,89–1,88 kg. Dymorfizm płciowy słabo uwidoczniony. Ubarwienie ciała od jasnoszarego do rdzawobrązowego z pionowymi, czarnymi pasami. Zakończenie ogona i łapy również czarne. Wzór zębowy: I {\displaystyle {\tfrac {3}{3}}} C {\displaystyle {\tfrac {1}{1}}} P {\displaystyle {\tfrac {3}{3}}} M {\displaystyle {\tfrac {2}{2}}} = 36.

## Ekologia
Zajmuje różne siedliska – od terenów leśnych, trawiastych po skaliste lub nadrzeczne. Nie występuje na terenach pustynnych i półpustynnych. Gatunek aktywny w ciągu dnia. Żerują zwykle pojedynczo, ale przebywają w grupach 10–20 osobników zajmujących wspólne terytorium. Obserwowano wspólne polowania na większą zdobycz oraz zachowania wskazujące na otaczanie opieką osobników młodych oraz niesprawnych i starych.
Preferencje pokarmowe podobne do większości mangustowatych – owady, drobne kręgowce, jaja i owoce.